# Асе
Асе (на нидерландски: Asse) е селище в Централна Белгия, окръг Хале-Вилворде на провинция Фламандски Брабант. Населението му е около 29 200 души (2006).